# 原裕美子 (モデル)
原 裕美子（はら ゆみこ、1986年1月15日 - ）は、日本の女性ファッションモデル。レプロエンタテインメント、ディケイドを経て、フォリオマネジメント所属。

## 略歴
モデルオーディショングランプリ

## 人物
- 趣味：アロマを用いたコスメ作り、ヨガ
- 資格：アロマインストラクター

## 出演

### TV
- 美向上計画〜鈴木凛子、24歳〜（2008年10月6日 - 2009年3月30日）鈴木凛子 役

### 映画
- 渋谷区円山町（2007年）有吉 役
- YOSHIMOTO DIRECTOR'S 100「暁に死、抱きしめて」（2007年）
- ヘルドライバー（2011年7月23日公開、日活、監督：西村喜廣）主演：キカ 役

### CM
- Vodafone（現ソフトバンクモバイル）（2006年）
- イオン 浴衣キャンペーン Yukata Magic（2007年、2008年）
- スズキ ラパン（2007年）
- 江崎グリコ BREO（2007年）
- グーグル 『Google+ 好きなだけシェア』（2012年）
- SMBCコンシューマーファイナンス 『もっと！サービス向上委員会』（2012年7月 - ）
- 久光製薬  のびのびサロンシップ（2014年5月 - ）
- 日本コカ・コーラ 『美味しさリレー編」（2016年5月-』
- ショップチャンネル『夏いち!大感謝祭』（2019年5月）

### 雑誌
- COOL TRANS（ワニブックス）
- 花椿
- CanCam（小学館）
- Vingtaine（アシェット婦人画報社）
- relax（マガジンハウス）
- re-quest/QJ（セイファート）
- SEDA（風讃社）
- JILLE（双葉社）
- zipper（祥伝社）
- 装苑（文化出版局）
- Pretty Style（小学館）
- mini（宝島社）
- spring（宝島社）
- an・an（マガジンハウス）
- 台湾VOGUE
- GINZA（マガジンハウス）
- 25ans（アシェット婦人画報社）
- GINGER（幻冬舎）
- 美的
- スタイリスト石田純子の作って着回すオシャレ術（文化出版局）
- ミセス（文化出版局）
- ミセスのスタイルブック（文化出版局）

### 広告
- ムトウ RAPTY
- 千趣会

### ショー
- CHANEL 2006 s/s
- LIMI feu
- MINT DESIGNS
- choichangho
- Ne-net
- YAB-YUM
- THEATRE PRODUCTS
- Reem
- SHOWROOM UNDER
- AMBIANCE 2006 Printemps-ete Collection 東京コレクションTokyo Girls Collection
- HUGO BOSS ORANGE
- f＊mode
- adidas 06 s/s collection
- 表参道コレクション
- Tokyo Girls Collection